# James Abbott McNeill Whistler
Pour les articles homonymes, voir McNeill et Whistler.
James Abbott McNeill Whistler (/ˈdʒeɪmz ˈæbət məkˈniːl ˈwɪslɚ) (10 juillet 1834 – 17 juillet 1903) est un peintre et graveur américain, lié aux mouvements symboliste et impressionniste.

## Biographie
James Abbott McNeill Whistler est né le 11 juillet 1834 à Lowell, dans le Massachusetts, au nord-est des États-Unis. Son père s'appelait George Washington Whistler (en), et sa mère Anna Matilda McNeill.
En 1842, son père, ingénieur, est employé au chemin de fer à Saint-Pétersbourg, dans l'empire russe. Là, le jeune Whistler s'inscrit à l'Académie impériale des beaux-arts et apprend le français. Plus tard, au cours de son procès contre John Ruskin, Whistler revendiquera la Russie comme lieu de naissance : « Je suis né quand et où je veux, et je ne veux pas être né à Lowell », déclarera-t-il. Il conserve néanmoins sa nationalité américaine.
Le jeune garçon s'installe à Londres en 1848, mais après la mort de son père en 1849, Whistler et sa mère reviennent à Pomfret, dans le Connecticut. Cette même année, il fait le portrait de sa nièce Annie Haden (1848-1937), qui devint plus tard Mme Charles Thynne. C'est la fille aînée de la demi-sœur de Whistler, Deborah, et de son mari Francis Seymour Haden, chirurgien et graveur.
Il entre à l'école locale pour ensuite s'inscrire en 1851 à l'Académie militaire de West Point, où son père avait autrefois appris le dessin et la cartographie. Il échoue à l'examen de chimie, comme il s'est lui-même exprimé plus tard : « Si le silicium avait été un gaz, j'aurais été un jour général. » Il en est renvoyé en 1854.

### Formation
En 1855, il part étudier la peinture à Paris, après avoir hérité d'une petite somme d'argent. En 1856, il s'inscrit à l'atelier de Charles Gleyre, alors atelier le plus célèbre après celui de Thomas Couture, où il côtoie George du Maurier. D'autres élèves préparent le concours d'entrée à l'École des beaux-arts : Monet, Renoir, Sisley et Bazille. Volontiers plus dandy que bohème, il fait l'objet de caricatures. George du Maurier le dépeint dans son roman Trilby (1894) sous les traits de Joe Sibley. Whistler menaça son ancien ami du Maurier de lui faire un procès. Il se lie d'amitié avec Alphonse Legros et Henri Fantin-Latour. Ils décident de faire carrière et fondent la Société des Trois.
En 1858, il s'associe avec Alphonse Legros et Fantin-Latour. Ce dernier le représente au centre de son Hommage à Delacroix, aux côtés de Manet et Baudelaire, marquant ainsi sa place dans l'avant-garde artistique parisienne. Il rencontre Gustave Courbet (1818-1877) qui le considère brièvement comme "son élève", et est sensible à la représentation sans compromis de la vie quotidienne des peintres réalistes.

### A Londres
En 1859, il arrive à Londres où il passe une longue partie de sa vie mais partage sa carrière entre Londres et Paris. Il se présente comme un aristocrate sudiste ruiné, bien que sa sympathie envers les sudistes pendant la Guerre civile américaine ne soit pas démontrée. Il voyage en France et en 1861 visite la Bretagne.
Au début des années 1860, il commence à développer une esthétique de l’art pour l’art, évitant les détails narratifs ou naturalistes pour se concentrer davantage sur les préoccupations formelles. Il se rend à Trouville en 1865, avec sa maîtresse, Joanna Hiffernan. Il y peint avec Gustave Courbet et expérimente une série de paysages marins de plus en plus simplifiés.

Symphonie en blanc n°1 : la jeune fille en blanc, 1862
National Gallery of Art, Washington

Son tableau de la Dame en blanc en 1862, intrigue d'autant plus le public, que le sujet Joanna Hiffernan, une immigrante irlandaise, est peu connue dans la société britannique. Il réalisera deux autres portraits d'elle en robe blanche, regroupant finalement les trois sous le titre commun Symphonie en blanc. Surprenant le public, il déclare que, comme la musique, ces œuvres concernaient uniquement des qualités abstraites telles que la ligne et la couleur.

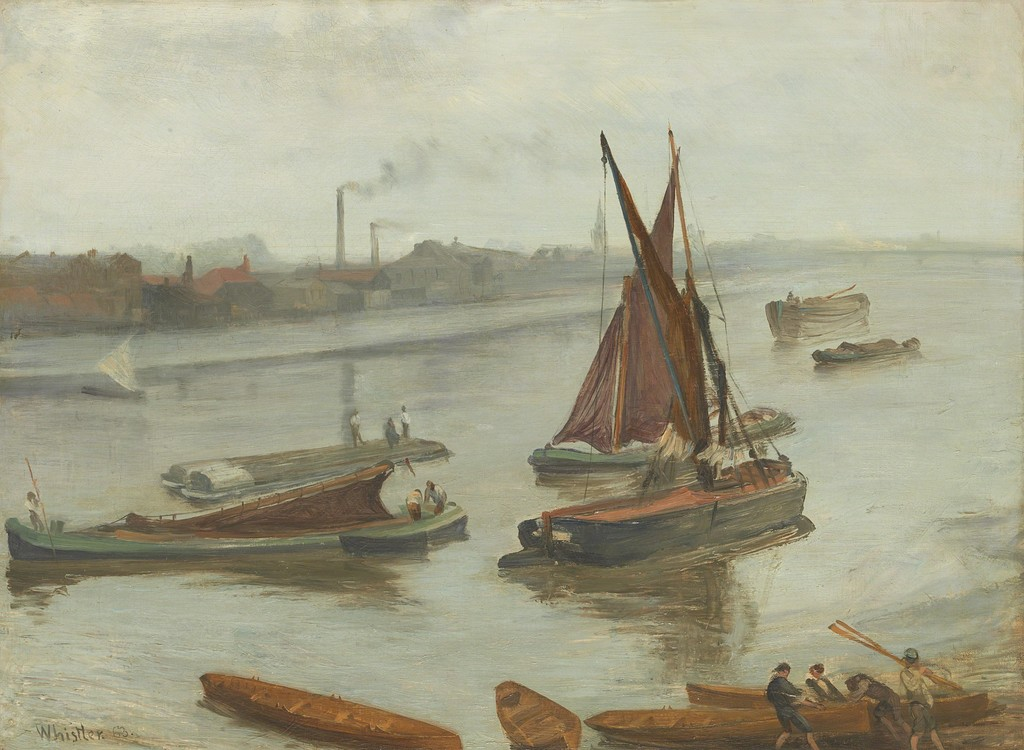
Gris et Argent - La Plage de Battersea, 1863, Art Institute of Chicago

En 1863, Napoléon III fait ouvrir le Salon des Refusés dans un coin du Palais de l'Industrie. Deux tableaux font sensation : Le Déjeuner sur l'herbe de Manet et La Dame en blanc de Whistler, œuvre refusée l'année précédente à la Royal Academy de Londres.
Découvrant Vélasquez et la peinture espagnole introduite au Louvre par Louis-Philippe, il part pour Madrid afin d'admirer l'œuvre du maître, mais le voyage s'interrompt à Guéthary. Cependant, Vélasquez l'influencera dans nombre de portraits comme Arrangement en noir (1884), son Autoportrait en brun et or (1896), ou dans Arrangement noir et or, le comte Robert de Montesquiou (1891-1892), The Frick Collection, New York.
Il s'intéresse également à la peinture extrême-orientale et collectionne les porcelaines et les tissus orientaux ou, comme Dante Gabriel Rossetti, les bois gravés servant à imprimer les tissus. Dans The Artist in His Studio (Art Institute of Chicago), il est entouré d'œuvres de sa collection : trois rouleaux japonais sont accrochés au mur et de la porcelaine chinoise orne les étagères de gauche. La composition rappelle également Velázquez. Il harmonise les éléments artistiques occidentaux et orientaux, se plaçant ainsi au centre d'une telle entreprise.

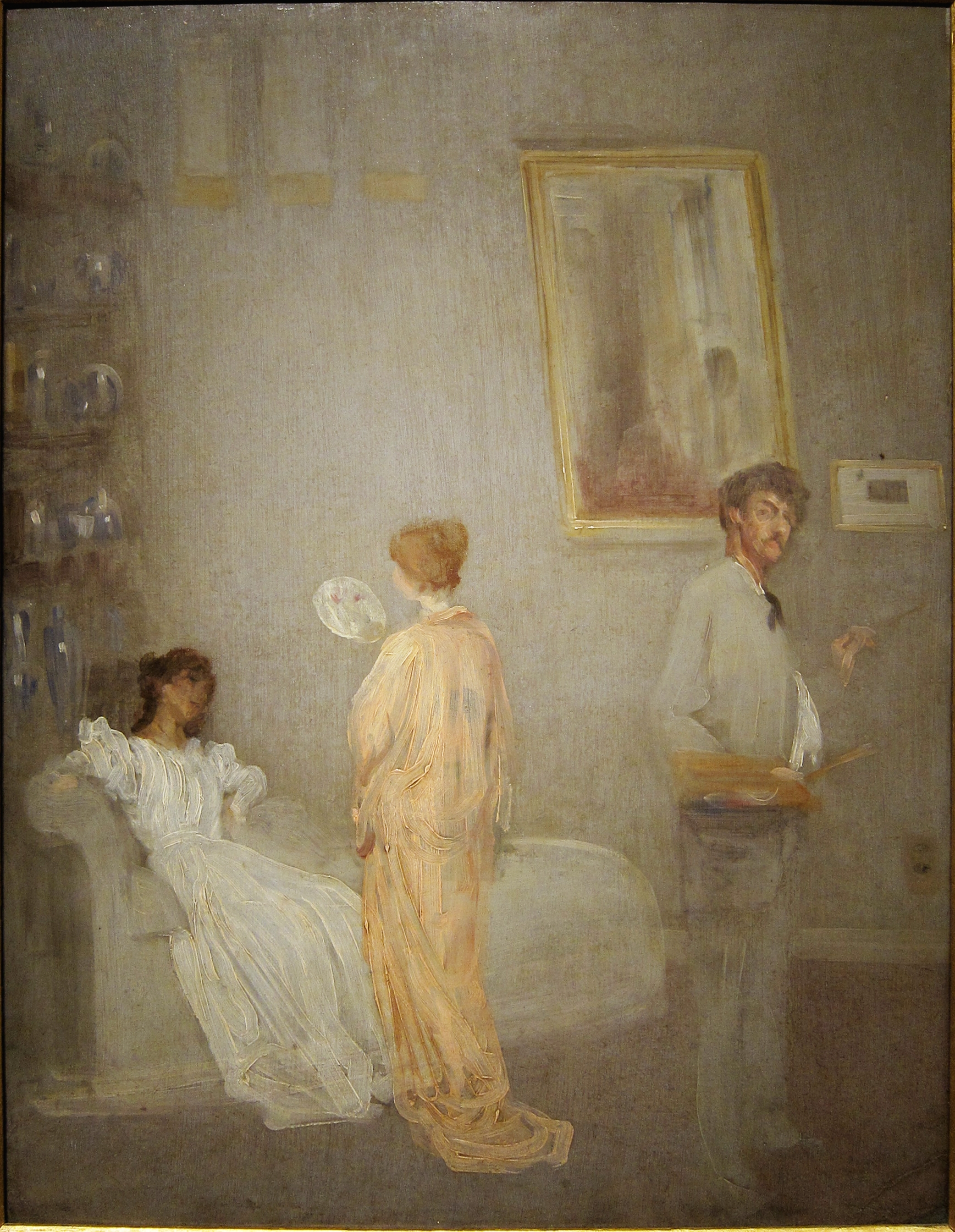
The Artist in His Studio (L'Artiste dans son atelier)
1865-1866
Art Institute of Chicago

En 1862, après de courts séjours dans d'autres quartiers de la ville, Whistler s'installe à Chelsea, un quartier situé le long de la rive nord de la Tamise, au sud-ouest de Londres. Il s'installe à plusieurs reprises dans le quartier, loue plusieurs propriétés près de la rivière.
En 1866, il se rend vers le port chilien de Valparaiso, apparemment dans l'intention de se battre aux côtés du Chili dans sa guerre contre l'Espagne. Les raisons complètes de ce voyage impétueux restent floues, mais il passe six mois au Chili et y peint de nombreuses marines. Il y participe aussi à un trafic d'armes. Dans Crépuscule à Valparaiso, il montrerait le retrait des flottes britanniques, américaines et françaises du port. Les Espagnols avaient annoncé leur intention de bombarder la ville, ce qu'ils firent le lendemain. À ce moment-là, Whistler s'était enfui vers les collines à cheval.

### La Chambre des paons

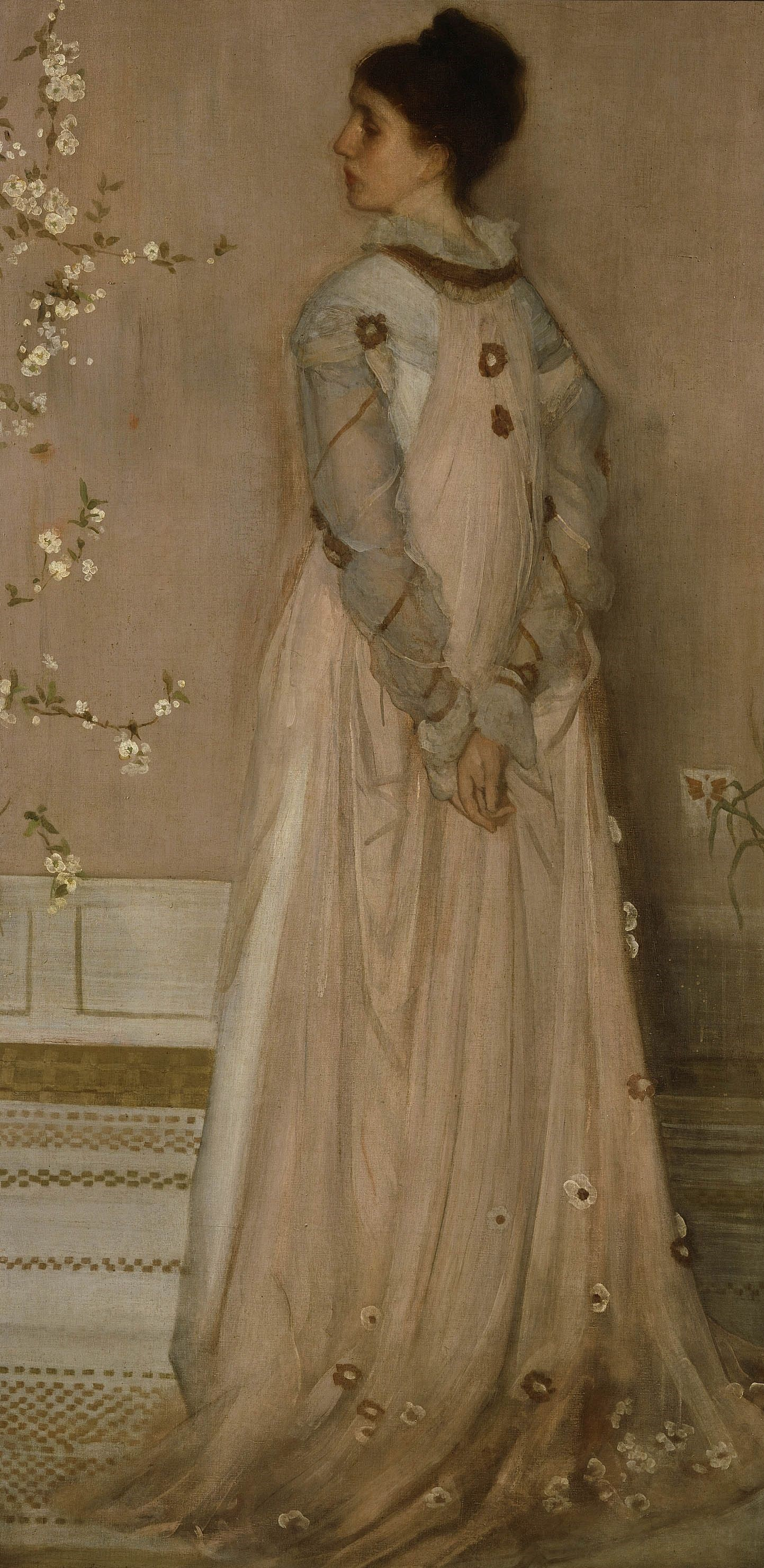
Symphonie en couleur chair et rose : Portrait de Mrs Frances Leyland
1871-1874
New York, The Frick Collection

En 1870, Whistler peint les portraits en pied de l'armateur anglais Frederick Leyland et de sa femme Frances Dawson (1834-1910). Leyland lui commande alors la décoration du hall d'entrée de sa maison. Quand Jeckyll qui décorait la salle à manger tombe malade, Whistler se propose pour finir le travail. Craignant que les roses rouges ornant les tentures murales en cuir ne s'accordent pas avec les couleurs de La Princesse, il propose de retoucher le cuir avec de la peinture jaune, et Leyland a accepté cette modification mineure. Il a également autorisé Whistler à embellir la corniche et les lambris avec un « motif de vagues » dérivé du dessin de la porte en verre au plomb de Jeckyll.
Leyland s'est rendu ensuite chez lui à Liverpool et pendant son absence, Whistler est devenu plus audacieux dans ses révisions. Ces modifications ont donné Harmonie en bleu et or : la Chambre du paon (Freer Gallery of Art à Washington). La pièce est conçue et peinte dans une riche palette de verts-bleus brillants rehaussée à la feuille d'or. Elle est considérée comme un exemple du « style anglo-japonais ». La peinture est inspirée de la porcelaine bleue et blanche copiée du catalogue de Monsieur Henry Thompson et des porcelaines que Leyland avait rassemblées.
À son retour, Leyland a été choqué par les « améliorations ». L'artiste et le mécène se sont si violemment disputés au sujet de la salle et de la rémunération pour l'œuvre, que cette relation importante pour Whistler, a pris fin. Whistler aurait dit à Leyland : « Ah, je t'ai rendu célèbre. Mon travail vivra quand tu seras oublié. Pourtant, par chance, dans les âges sombres à venir, on se souviendra de toi comme du propriétaire de la Peacock Room. ".

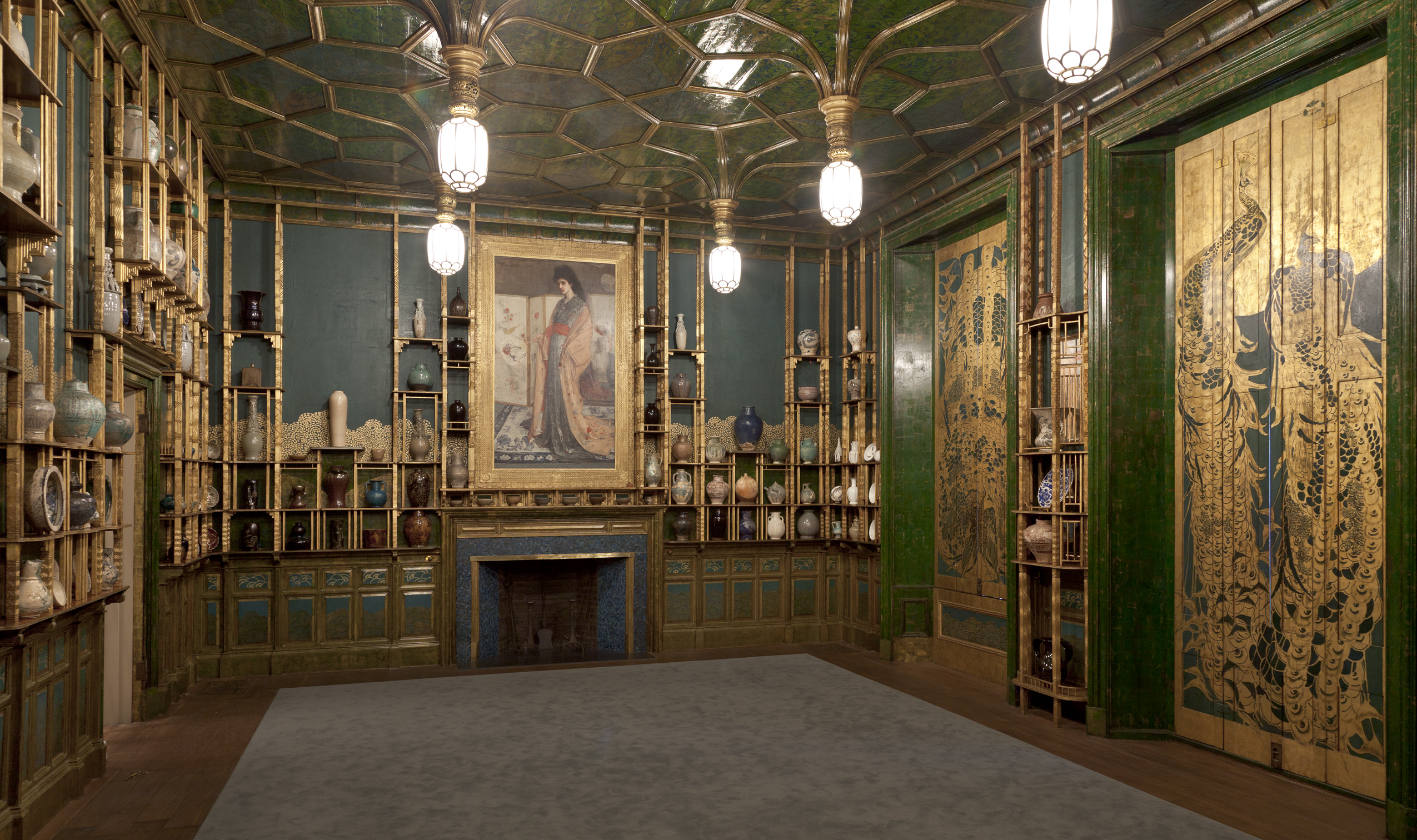
La Chambre des paons
Maison Leyland

Le différend entre Whistler et Leyland ne s’est pas arrêté là. En 1879, Whistler fut contraint de déclarer faillite et Leyland était alors son principal créancier. Lorsque les créanciers sont arrivés pour inventorier la maison de l'artiste en vue de sa liquidation, ils ont été accueillis par The Gold Scab: Eruption in Frilthy Lucre (The Creditor), une grande caricature peinte de Leyland représenté en paon démoniaque anthropomorphe jouant du piano, assis sur la maison de Whistler. Ce tableau est peint dans les mêmes couleurs que celles de la salle du Paon.
Plus tard, Whistler a eu accès à la maison de Leyland et a peint deux paons combattant destinés à représenter l'artiste et son mécène, qu'il a intitulés Art and Money: or, The Story of the Room. Cette scène est censée représenter l'artiste et son commanditaire : l'un tient un pinceau et l'autre un sac d'argent…
Jeckyll quant à lui, est mort fou trois ans plus tard. Peut-être en guise d'expiation partielle pour ce qu'il avait fait, Whistler a envoyé des lettres aux journaux attribuant le mérite à Jeckyll, qui fut longtemps son ami, pour la conception structurelle de la pièce.
La pièce entière sera achetée plus tard par l'industriel et esthète Charles Lang Freer (en), qui y installera une collection d'œuvres de Whistler. Les courriers publiés entre Charles Lang Freer et Whistler révèlent l'intérêt de ce dernier à rassembler son travail aux États-Unis.

Arrangement en gris et noir n°1- La mère de l'artiste, 1871
Paris, Musée d'Orsay

### Les Années 1870
Depuis 1859, il a son atelier et vit avec sa mère Anna Matilda McNeill Whistler (1804-1881), dans le quartier de Chelsea. Il y fait le portrait de sa mère conservé au Musée d'Orsay. C'est après avoir vu ce portrait dans son atelier que le grand critique social et victorien Thomas Carlyle a demandé à Whistler de peindre son portrait. Son frère William vit lui aussi à Londres. Après avoir servi comme médecin militaire pour l'armée confédérée, le Dr William McNeill Whistler s'est installé dans la ville après la guerre civile et était un médecin respecté. Whistler a pour compagne Maud Franklin qui est probablement le modèle d'Harmony in grey and peach (Fogg Art Museum).

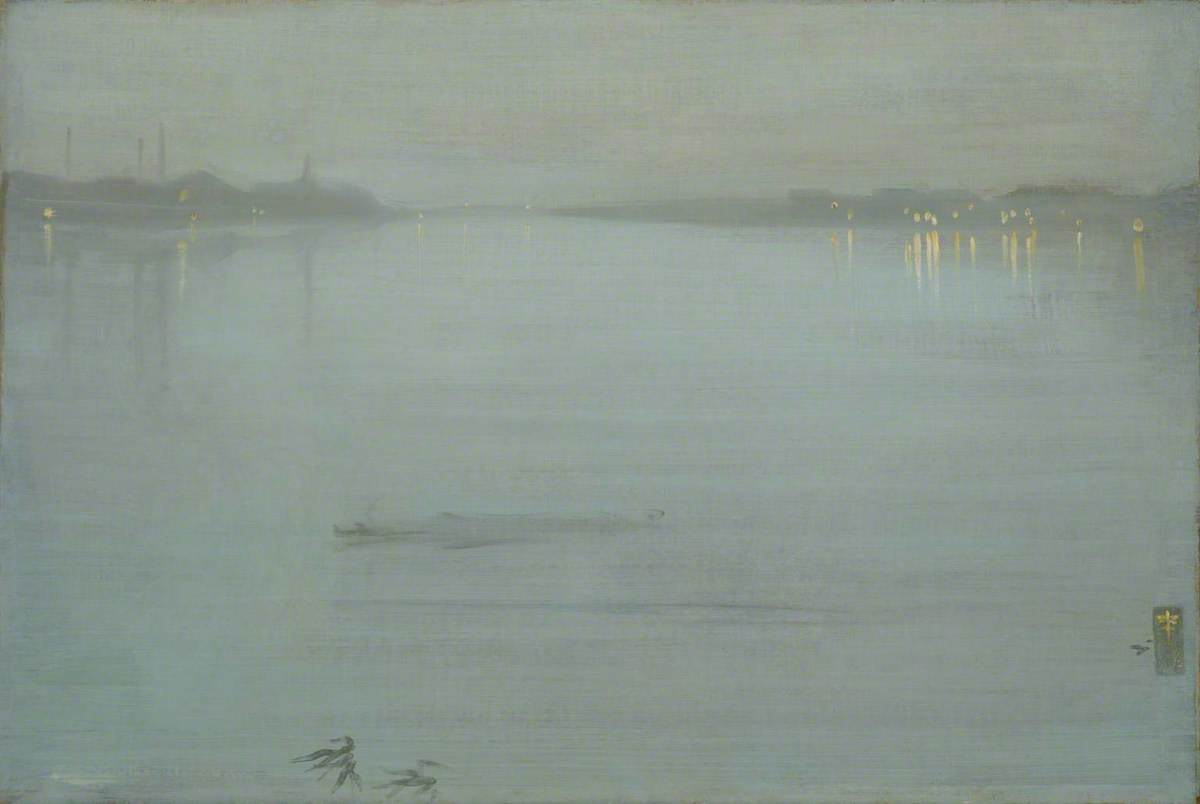
Nocturne: Blue and Silver - Chelsea, 1871
Londres, Tate

Whistler explore également le thème de la vie moderne adopté par nombre des impressionnistes français dans les Cremorne Gardens à proximité.
C'est dans cette période qu'il commence les "Nocturnes" avec Nocturne: Blue and Silver - Chelsea (Tate Gallery). Initialement appelé « clairs de lune », sur une suggestion de son mécène Frederick Leyland, Whistler les renomme « nocturnes », une expression communément associée à la musique de Frédéric Chopin. Ces peintures sont destinées à transmettre une idée de la beauté et de la tranquillité de la Tamise le soir ou la nuit et l'influence des gravures sur bois japonaises y est évidente dans la gamme relativement restreinte de couleurs. Embarquant sur un bateau au crépuscule, il reste parfois sur le fleuve toute la nuit, dessinant et mémorisant la scène.
Cette rupture avec les peintures narratives très détaillées et soigneusement construites de ses contemporains a suscité la colère des critiques de l’époque. En 1877, l’écrivain et critique britannique John Ruskin a fustigé Whistler pour Nocturne in Blue and Silver (Fogg Art Museum), l’accusant d’avoir « jeté un pot de peinture au visage du public ». En réponse, Whistler a poursuivi Ruskin pour diffamation. Après un procès très médiatisé, il a gagné le procès, mais n'a reçu qu'un sou de dommages-intérêts. Ses Nocturnes furent d’importants précurseurs de la peinture symboliste. Il a exprimé ses théories dans des publications telles que The Red Rag et sa célèbre conférence « Ten O'Clock », prononcée pour la première fois à Londres en 1885.

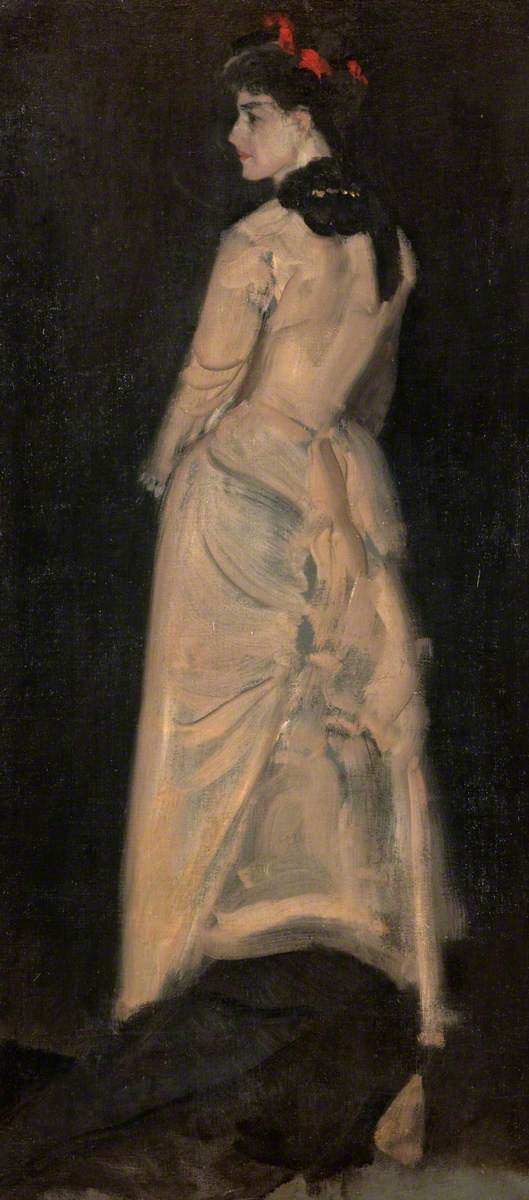
Harmony in Flesh Colour and Black: Mrs Louise Jopling, 1877
Glasgow, Hunterian Art Gallery

Il réalise également des portraits et dans le journal de l'architecte Edward W Godwin (1833-1886) celui-ci mentionne que Whistler a peint Harmonie en couleur chair et noir : Portrait de Mme Louise Jopling en seulement une heure et demie : « Une exposition presque horrible de puissance nerveuse et de concentration ». La « puissance nerveuse » de Whistler est extrêmement présente dans la rapidité et la franchise de la manipulation de la peinture. Louise Jopling-Rowe (1843-1933) est une poétesse et peintre qui créa plus tard sa propre école d'art pour étudiantes. Son deuxième mari, Joseph Middlemore Jopling, fut témoin lors du mariage de Whistler en 1888 avec Beatrix Godwin.
Après son procès avec John Ruskin, Whistler est en faillite. L'année suivante, en 1878, il reçoit une commande de la Fine Art Society de Londres pour produire une série de gravures de Venise. Il y passe une quinzaine de mois, vivant dans des conditions réduites et empruntant nombre de ses fournitures à la communauté admirative de jeunes peintres américains avec lesquels il se lie d'amitié. Alors qu'il réalise plus de cinquante gravures vénitiennes et quatre-vingt-dix pastels, il ne produit que trois peintures à l'huile, dont Nocturne en bleu et argent : La lagune, Venise.
Entre 1877 et 1879, il fait construire sa propre maison et son atelier La Maison Blanche par Edward W Godwin, toujours à Chelsea, dans la rue Tite. Il est très vite, obligé de la revendre en raison de ses difficultés financières dues au procès.

### Les Années 1880, gravures et aquarelles
En Bretagne en 1880 il rencontre Mortimer Menpes qui devient son élève et partage un appartement avec lui à Cheyne Walk, sur le quai de Chelsea. Il lui enseigne la gravure.
L'année suivante il accueille Walter Sickert (1860-1942) comme élève et assistant pour l'eau-forte. Celui-ci trouvait l'enseignement de la Slade School médiocre.

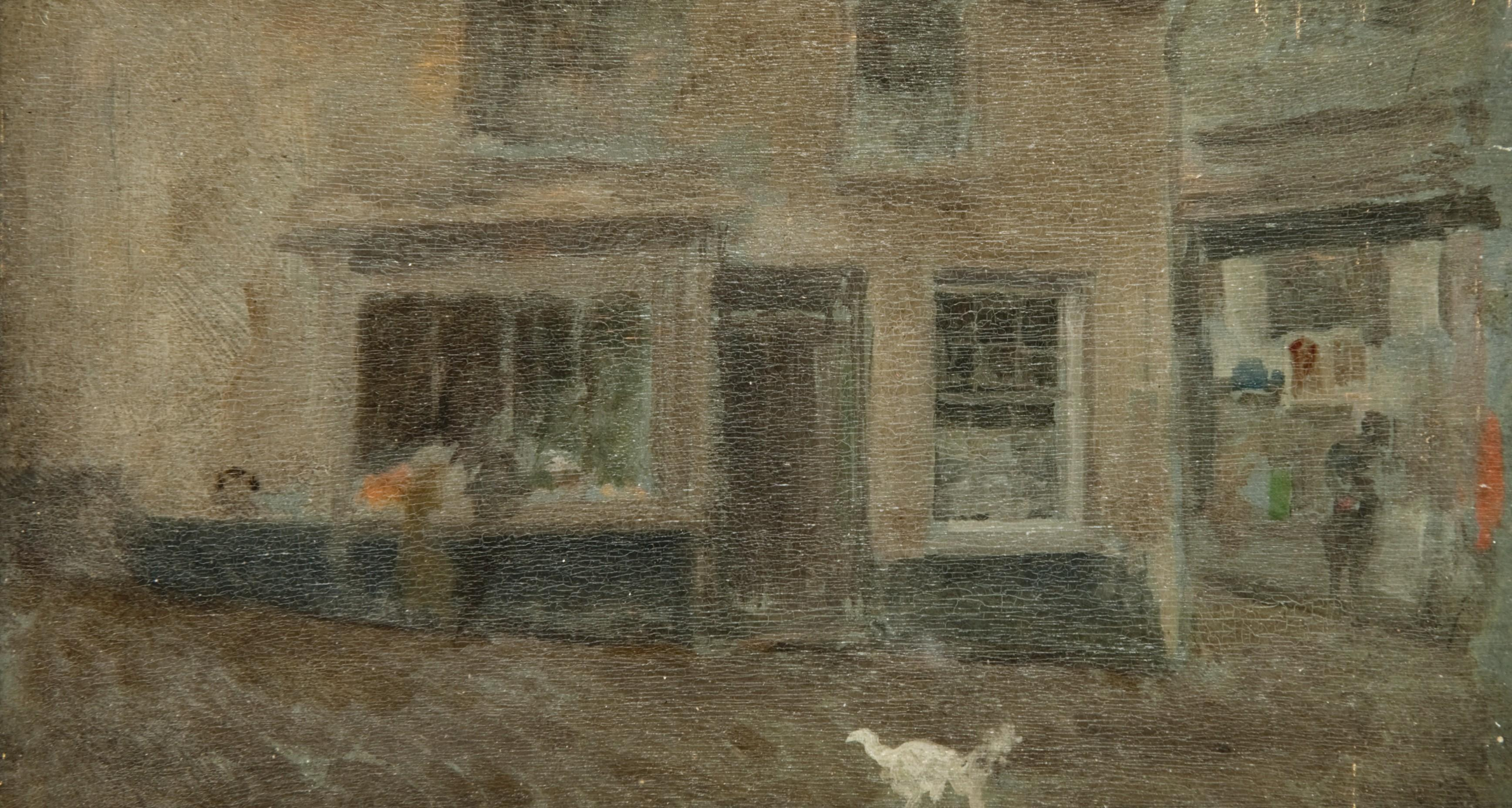
A Grey Note: Village Street, 1884
Glasgow, Hunterian Art Gallery

Il séjourne trois mois en Cornouailles en 1884, avec Mortimer Menpes et Walter Sickert. Il y peint une vue de l'atelier du Dr Slack dans Fore Street à St Ive dans « Une note grise : Village Street ». Il serait passé devant ce bâtiment chaque jour en allant de son logement à Barnoon au port. On pense que la façade de cette maison a été modifiée ultérieurement.
Cette même année 1884, il est élu membre d'honneur de l'Académie royale des beaux-arts de Munich.
En 1885, alors qu'il loue un studio sur Fulham Road, près de la limite ouest de Chelsea, et une maison à The Vale, plus à l’est, il rencontre Théodore Roussel. Il l'incite à graver sur métal et à partir de 1888, Roussel développe son propre style. De cette époque, date une des huiles les plus connues de Roussel, marquée par le japonisme, Jeune fille lisant (The Reading Girl, 1886-87), conservée à la Tate Modern à Londres. Whistler, juge ce tableau magnifique, en donne à la même époque, une version lithographiée.
Après les Nocturnes produits en studio de la décennie précédente, les années 1880 sont celles d'un retour à la peinture en plein air. C'est le cas de Scène côtière, Baigneurs (Art Institut of Chicago). En 1885, c'est à Dieppe, qu'il réalise l'aquarelle Variations in Violet and Grey - Market Place. Elle est exposée à Londres en 1886, à Paris en 1887 où elle est acclamée par Camille Pissarro, et à New York en 1889.

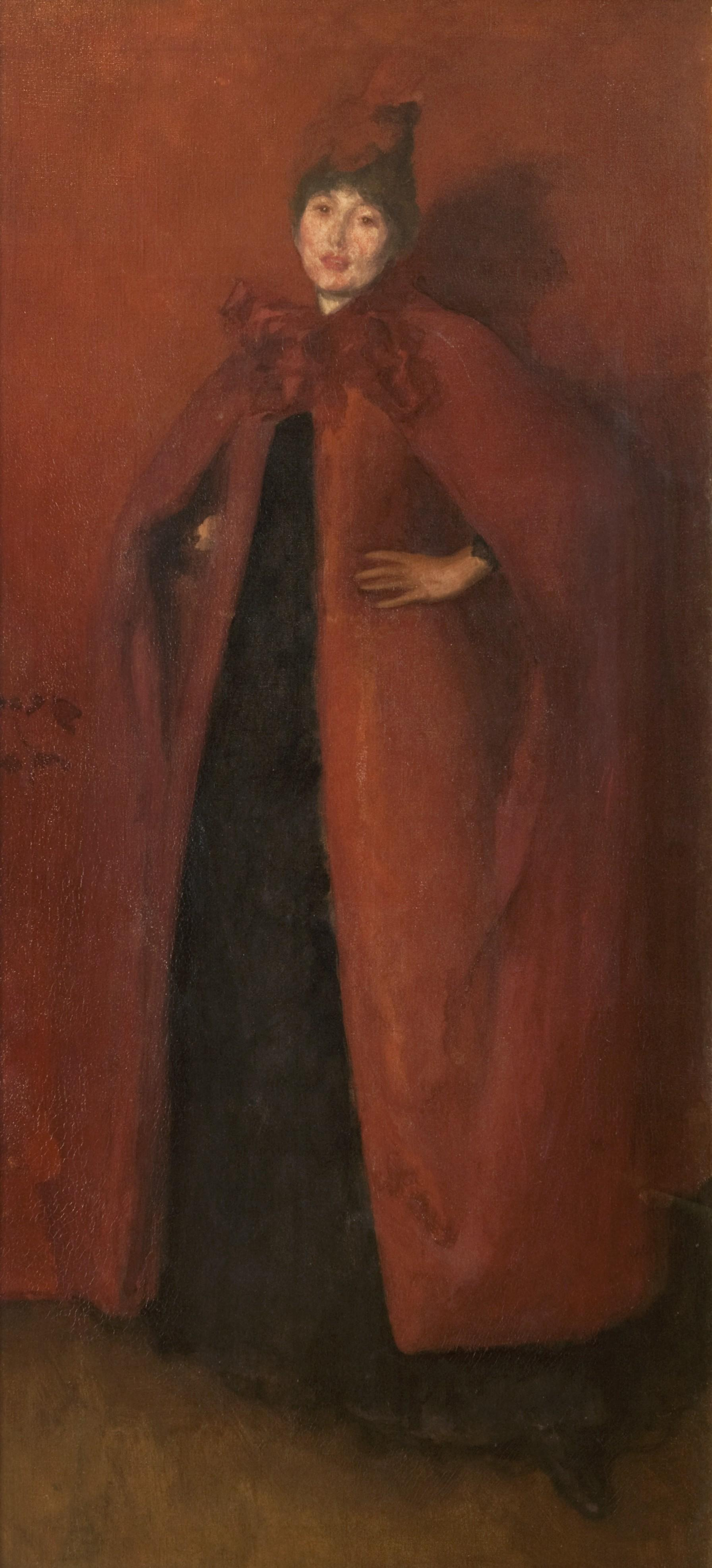
Harmony in Red: Lamplight (Lampe), 1884-1886
Glasgow, Hunterian Art Gallery

Le modèle d'« Harmonie en rouge : lampe » (1884 - 1886) est Beatrix Godwin, artiste talentueuse et dont un certain nombre de peintures, gravures et dessins sont conservés dans la collection Hunterian à Glasgow. On pense que cette œuvre a été peinte dans l'atelier de Whistler, au 454, Fulham Road, à Londres.
En 1886, il retrouve George A. Lucas (1824-1909) qu'il avait rencontré à l'Académie militaire de West Point. Il réalise son portrait dans la maison de campagne de celui-ci à Boissise-la-Bertrand, près de Paris. Ce collectionneur d'art et agent basé à Paris joue un rôle important dans l'élaboration de la collection de William T. et Henry Walters.
En 1888, Whistler épouse Beatrix, la veuve d'E. W. Godwin. Pendant leur lune de miel à l'automne ils passent deux semaines en Bretagne et Whistler réalise de nombreuses peintures sur panneaux telles que « Le bord de mer, Dieppe » (Hunterian Gallery). Ils se rendent ensuite dans le sud de la vallée de la Loire.
Les huit ans de leur mariage sont très heureux. Ils séjournent deux mois à Amsterdam en septembre 1889 où il réalise plus d'une douzaine de gravures, plusieurs croquis à l'aquarelle et au moins deux petits panneaux à l'huile. Il fait à cette époque plusieurs portraits en pied de son épouse et de sa sœur Ethel Birnie Philip (1861-1920) qu'il appelle affectueusement Bunnie.

### Les années 1890, le symbolisme
En 1891 il termine dans son atelier londonien, le portrait de Robert de Montesquiou dont l'extrême simplicité et la palette sombre du tableau rappellent les portraits en pied de Velázquez. De nombreux contemporains l'ont décrit comme étant comme une apparition et le relie aux courants symbolistes des années 1890. Le désir de Whistler de capturer l'âme de Montesquiou est suggéré par ses derniers mots au modèle épuisé : « Regardez-moi encore un instant, et vous regarderez pour toujours ! ».

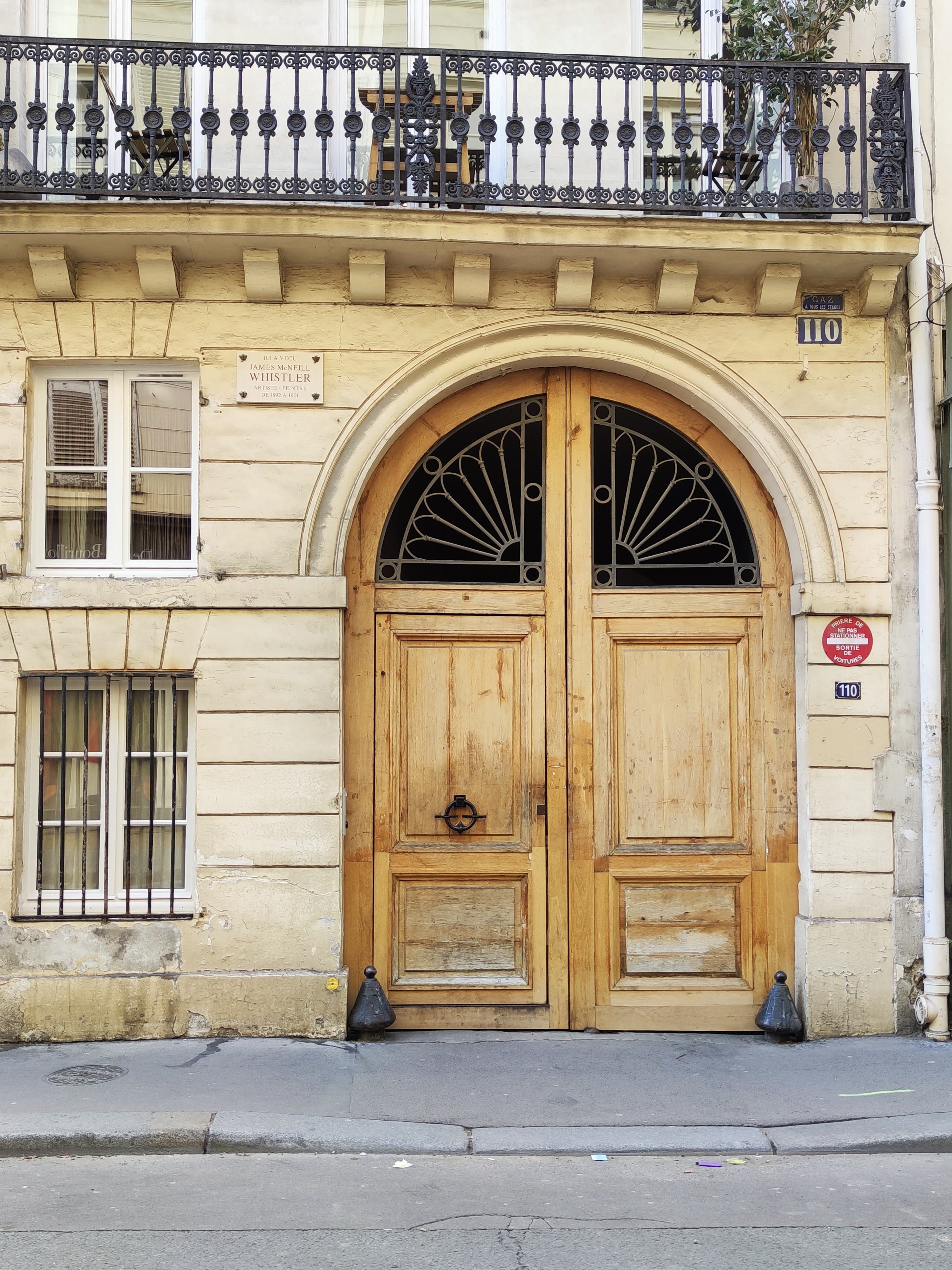
110, rue du Bac, Paris 7éme.

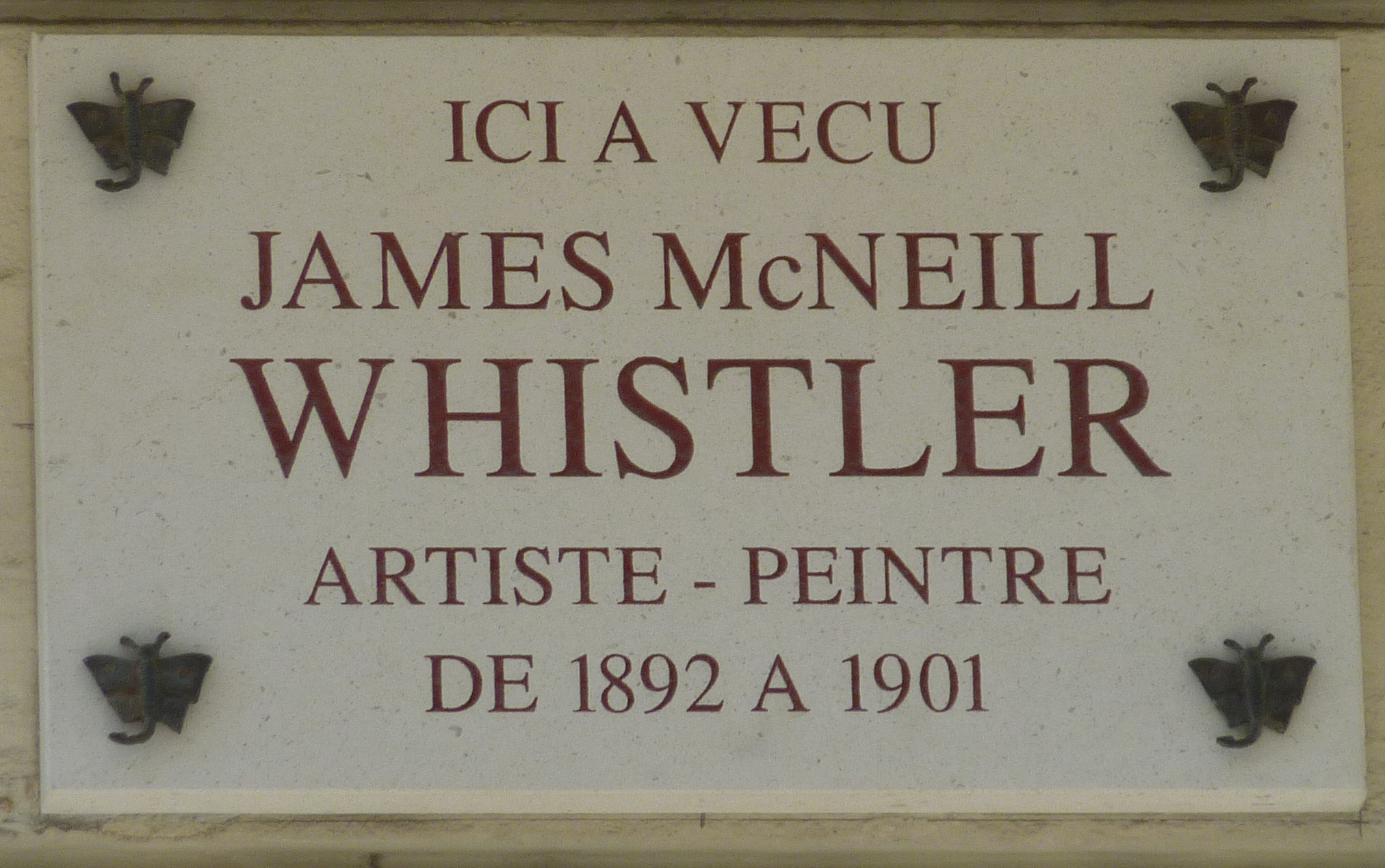
n° 110 rue du Bac

En 1892, il revient avec sa femme à Paris et s'installe dans l'atelier d'Antonio de La Gandara au 110, rue du Bac pour terminer son portrait en cours du comte Robert de Montesquiou. Pour le remercier, Whistler offre à son hôte un meuble palette identique au sien. A Paris, il est fait  Officier de la Légion d'honneur (décret du 24 janvier 1892).
L'été 1893, à la fin d'un séjour prolongé en Bretagne, Whistler et sa femme passent du temps à Bréhat, une petite île de pêche au large de la côte accidentée la plus septentrionale. Il y réalise des toiles telles que The Deep Sea et Violet et Bleu parmi les rouleaux, depuis un bateau « en pleine mer ». Il a gardé contact avec son ancien élève Sickert qui séjourne souvent à Dieppe et fait le portrait de son épouse Ellen Cobden, dans Vert et Violet.
Dans les années 1890, inspiré par la sculpture grecque et les estampes japonaises, il est fasciné par la représentation de la forme féminine vêtue de draperies diaphanes. Il développe ce thème dans toutes les techniques, notamment la lithographie par transfert, l'huile, le pastel et l'aquarelle. Il fournit généralement des vêtements à ses modèles, souvent des robes arachnéennes classiques avec des tailles hautes et des corsages croisés associés à des foulards aux couleurs vives. Ses modèles avaient besoin d'un certain degré de force et d'agilité, car il leur demandait parfois de danser dans son atelier jusqu'à ce qu'il trouve une pose appropriée.
À l'exposition universelle de 1893 à Chicago il est remarqué par Arthur Jerome Eddy un avocat collectionneur et défenseur de l'art moderne. Eddy s'est rendu ensuite expressément à l'atelier de l'artiste à Paris pour lui demander un portrait. Les deux hommes devinrent des amis durables et Eddy publia un livre sur Whistler après la mort de l'artiste en 1903.

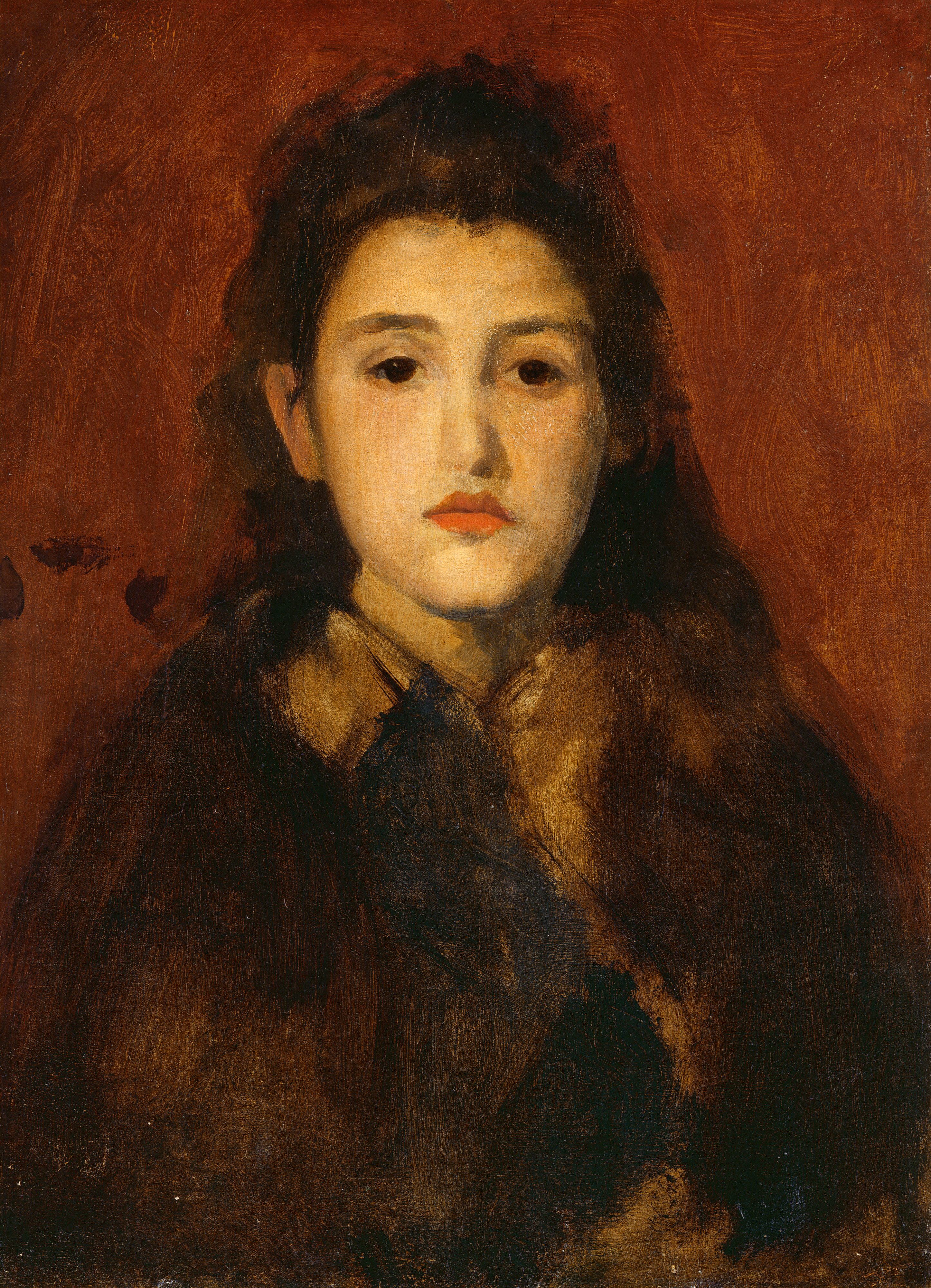
Alice Butt, vers 1895
Washington, National Gallery of Art

En 1895, dans la station balnéaire de Lyme Regis il peint « La Petite Forge, Lyme Regis » et un portrait du forgeron George Govier, "The Master Smith of Lyme Regis" (Museum of Fine Arts de Boston). Il y fait aussi le portrait de Rosie Randall, huit ans, fille du maire de la ville. Ce portrait fait partie d'un petit groupe d'études qu'il entreprend en hommage aux enfants qu'il appelait « les petites filles de Lyme Regis ». Whistler parcourt également à cette époque les quartiers les plus pauvres de Londres pour une série d'études de bustes complets de jeunes enfants des rues. Cet intéret pour ces jeunes enfants dont les visages innocents et les vêtements en lambeaux faisaient appel à son sens du "pittoresque", se retrouve dans le portrait d'Alice Butt.
Alors qu'il est au sommet de sa carrière, on découvre que sa femme a un cancer. En février 1896, le couple retourne à Londres, logeant à l'hôtel Savoy. Whistler dessine la Tamise depuis la fenêtre ou depuis le balcon de leur appartement. Trixie décède quelques mois plus tard.

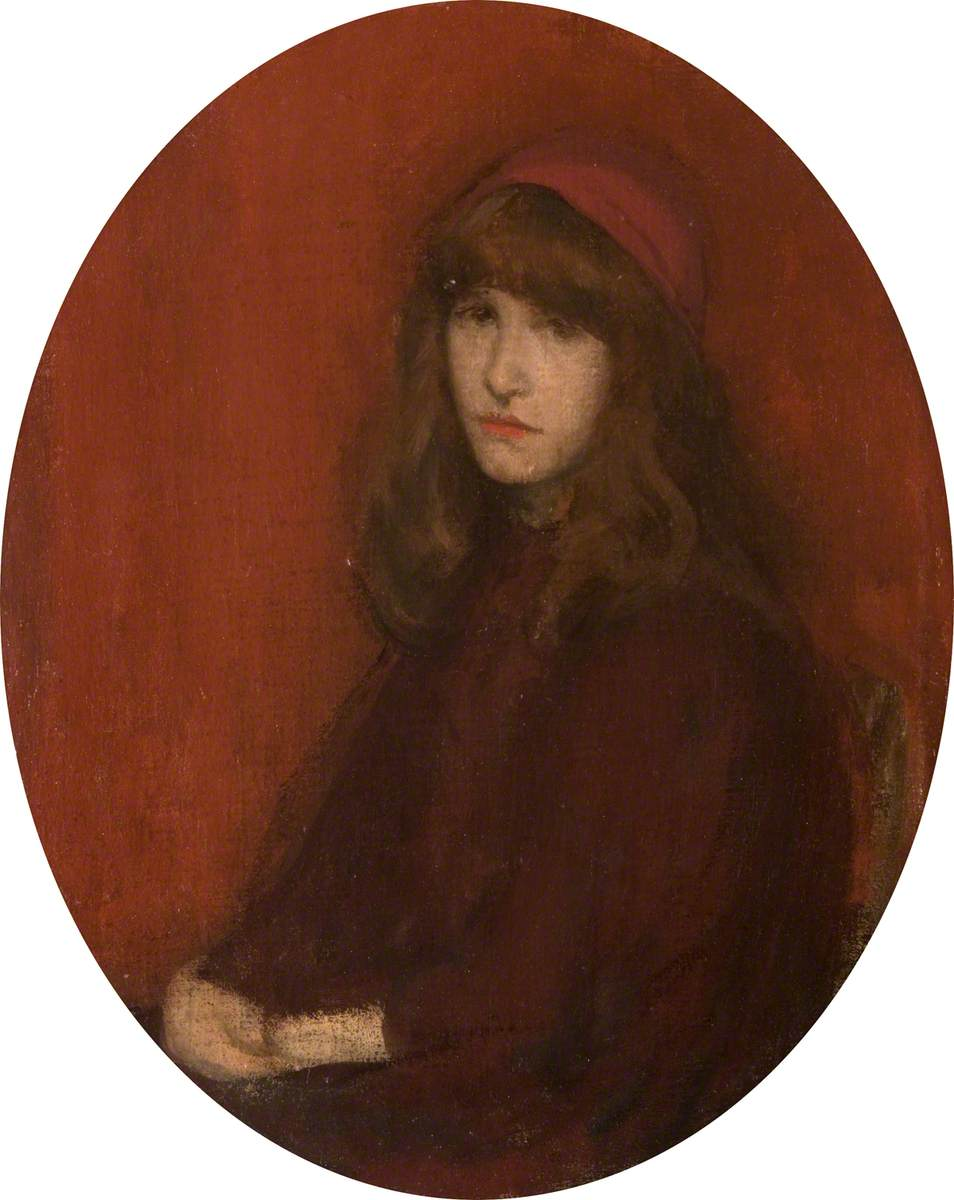
Lillie: An Oval, 1895-1900
Glasgow, Hunterian Art Gallery

Après la mort de sa femme, il poursuit son travail à la recherche de modèles dans les rues les plus pauvres de Londres. Il fait le portrait de Lillie Pamington à neuf reprises dont Lillie an oval, "Grenat et or: Le Petit Cardinal" et "Lillie Pamington" qui sont conservés dans la collection Hunterian.
De retour à Dieppe il y fait le portrait d'une beauté bien connue, Olga Caracciolo qui a vécu à Dieppe et a ensuite épousé le photographe Adolf de Meyer.
Après le décès de son épouse, Whistler devient le tuteur de sa plus jeune sœur, Rosalind Philip (1873-1958). Elle devient sa secrétaire et il la surnomme « la major ». Son portrait « Le collier de jade » peint dans l'atelier de Fitzroy Street fait partie de la collection Hunterian. Rosalind a également fait l'objet d'au moins quatre autres portraits à l'huile, ainsi que d'un certain nombre de dessins et de lithographies.

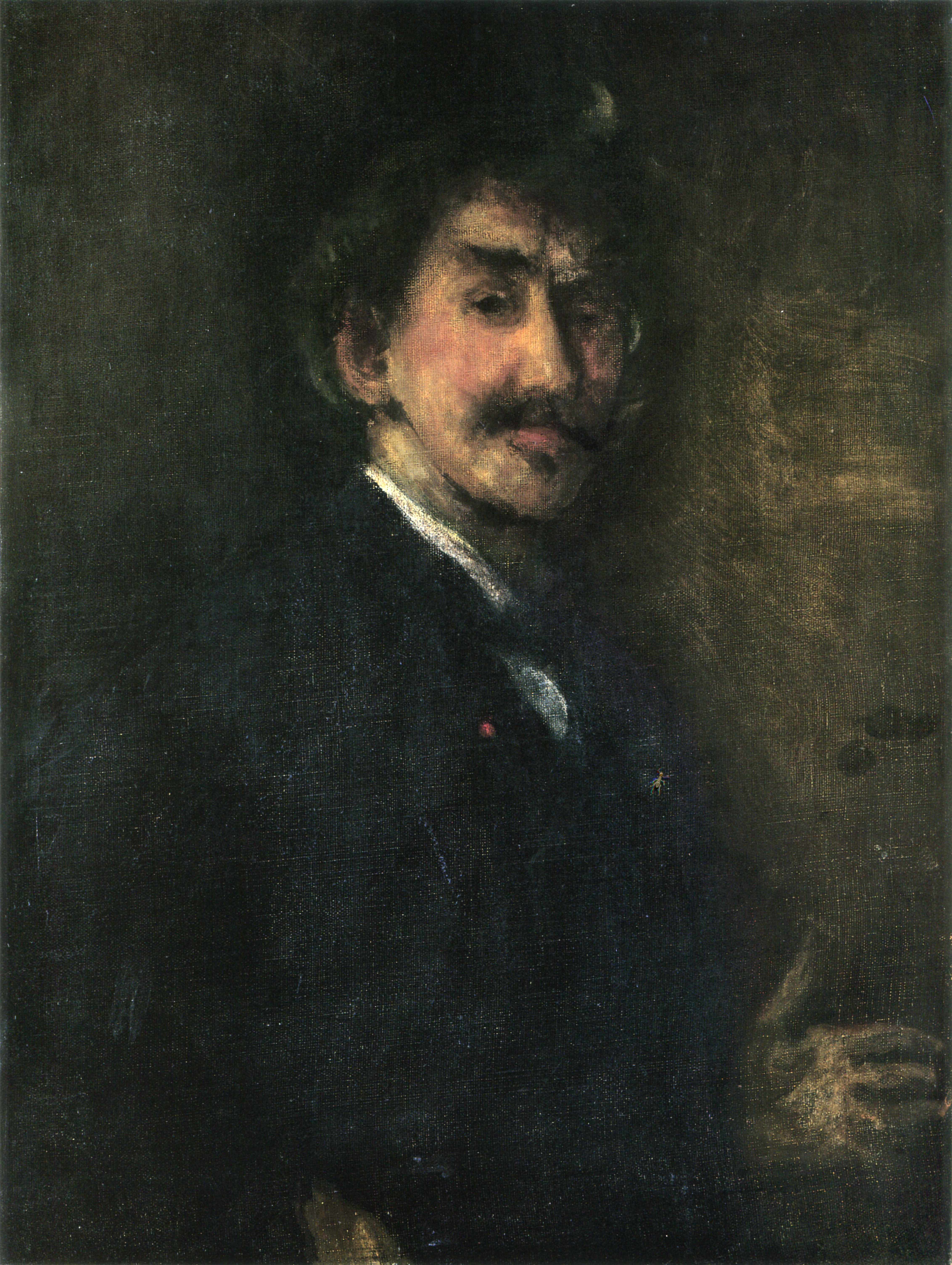
Gold and Brown: Self-Portrait, 1896-1898
Washington, National Gallery of Art

Soucieux de sa publicité, il réalise son autoportrait vers 1896-1898, dans lequel il met en évidence la Légion d'honneur obtenue quelques années plus tôt. Selon sa belle-sœur, Gold and Brown « image idéalisée du vieux maître, noble et désintéressé » était le portrait dont « Whistler voulait qu’on se souvienne ».
En 1898, il devient membre fondateur et premier président de la Société internationale des sculpteurs, peintres et graveurs. Cette association très anglaise et centrée sur Londres, n'avait d'international que le nom. Mais à l'automne de cette même année, il ouvre une école d'art, l'Académie Carmen, près de son propre atelier à Paris. La gardienne, Carmen Rossi, avait été l'une des enfants modèles préférées de Whistler. Il en fait le portrait à plusieurs reprises
Après une période de maladie récurrente, il passe sa convalescence l'été 1899 dans la station balnéaire de Pourville-sur-Mer, près de Dieppe avec la famille de sa défunte épouse, les Birnie Philips, au Pavillon-Madelaine. Il passe une autre période de convalescence au début de l'hiver 1901, à Ajaccio où il peint le dôme de la cathédrale d'Ajaccio représenté depuis la colline de Salerio, près du parc Balestrino.
Whistler meurt le 17 juillet 1903 et est enterré à l'église St Nicholas dans le quartier de Chiswick, à Londres. Rosalind Philip  hérite de tout le matériel laissé dans son atelier à sa mort et le lèguera à l'Université de Glasgow.

## Œuvre
- Arrangement en gris et noir no 1[4] (1871) est le portrait que Whistler fit de sa mère. D'une composition dépouillée, cette peinture, courammnent intitulée la Mère de Whistler, est achetée par le gouvernement français en 1891[4] et est maintenant exposée au Musée d'Orsay à Paris.
- La Fille en blanc (1862) soulève une controverse pendant son exposition à Londres et, plus tard, au Salon des Refusés à Paris. Certains voulaient voir Whistler médium ou spirite, d'autres coopté par la Confrérie préraphaélite de Dante Gabriel Rossetti avec lequel il avait des relations d'amitié, alors que pour le peintre ce tableau incarne sa théorie selon laquelle l'art devrait essentiellement être concerné par l'harmonie des couleurs, non par la représentation réelle du monde. Whistler adopte finalement le titre Symphonie en blanc, plus proche de sa démarche. Le modèle qui a posé pour La Fille en blanc, Joanna Hiffernan, a également posé pour Gustave Courbet qui peint la série de portrait Jo, la belle irlandaise durant l'hiver de 1865-1866, peut-être dans son atelier du 18 boulevard Pigalle à Paris. Fin 1866, Whistler quitta sans explication l'Europe pour Valparaiso.
- Variations en violet et vert, 1871, musée d'Orsay, Paris : Whistler transpose la technique de l'estampe japonaise pour représenter la Tamise et préfigure l'impressionnisme.

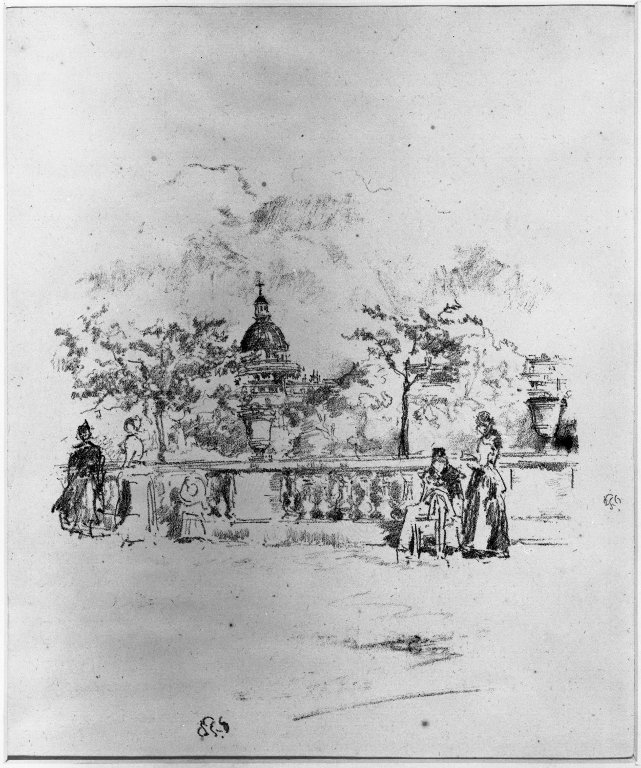
Vue d'une terrasse du Luxembourg, vers 1893, lithographie, 32.1 × 19.5 cm, Brooklyn Museum, Brooklyn.

- Estampes : graveur très doué, Whistler a produit nombre de lithographies et des pointes sèches. Ses lithographies, certaines dessinées sur le papier puis lithographiées, d'autres dessinées directement sur la pierre, sont presque aussi nombreuses que ses gravures.

Certaines des lithographies sont des portraits, deux ou trois ont pour sujet la Tamise, tandis que d'autres représentent le Faubourg Saint-Germain à Paris et des églises géorgiennes de Soho et de Bloomsbury à Londres. Les gravures sont des portraits de famille ou de ses maîtresses et des scènes de rue à Londres et à Venise.
Son œuvre est exposée dans de nombreux musées publics en Europe comme aux États-Unis. Rosalind Birnie Philip, une jeune sœur de sa dernière épouse, a donné et légué à la Hunterian Art Gallery de Glasgow un fonds très important de peintures, dessins et documents. La collection Freer, qui a intégré le National Museum of Asian Art de la Smithsonian Institution de Washington, est également riche de ses œuvres.

## Personnalité
(juillet 2022).
Whistler était réputé pour son esprit acéré, particulièrement dans des échanges avec son ami Oscar Wilde. Tous les deux étaient des figures de la société parisienne en cette fin du XIXe siècle.
On raconte que le jeune Oscar Wilde, alors invité à un des dîners de Whistler, son hôte lui fit une remarque brillante, et Wilde aurait répliqué : « Je regrette de ne pas l'avoir dit plus tôt. » Ce à quoi Whistler riposta : « Vous le ferez, Oscar, vous le ferez ! »
Quand Oscar Wilde sera publiquement reconnu homosexuel en 1895, Whistler le raillera ouvertement.
En 1878, Whistler poursuit en justice pour diffamation le critique John Ruskin après que celui-ci a condamné sa peinture Nocturne en noir et or : la fusée qui retombe (1874). Au procès, l'avocat de Ruskin croise Whistler et lui dit : « Combien de temps vous a-t-il fallu pour peindre Nocturne in Black and Gold ?, « Une demi-journée », répond Whistler, « Ainsi », continue l'avocat, « vous facturez deux cents guinées le travail d'une demi-journée ? », « Non, mais pour l'expérience d'une vie ! », répondit Whistler[Passage problématique].
Whistler eut une indemnisation symbolique, mais le procès lui avait coûté mille livres, plus les dépenses.
Cette somme, et les dettes énormes contractées pour construire sa résidence, « la Maison Blanche », dans la rue Tite à Chelsea, l'acculent à la faillite. Alors qu'un journal néerlandais annonce sa mort après une crise cardiaque, il écrit au journal, disant que la lecture de sa propre nécrologie l'a incité à « un rougeoiement tendre de santé ».

## Postérité
(juillet 2022).
Il est souvent admis qu'il a été l'un des modèles d'un personnage important d'À la recherche du temps perdu de Marcel Proust : le peintre Elstir.
Après le procès de Ruskin, tout ce que Whistler mentionne ou écrit sur son travail, et tout particulièrement ce qu'il dit, est fait dans le but avoué de se dissocier de l'école anglaise de peinture, de rompre les relations qu'il a parmi les Académiciens Royaux et les artistes qu'il a connus pendant les années 1860. Malgré ses tentatives pour prouver qu'il n'appartenait à aucune école, il est sans aucun doute l'un des peintres victoriens qui a le plus revitalisé la peinture britannique.
L'influence laissée par Whistler est très significative et est sujet d'expositions de musées et de publications. Un voyage à Venise en 1880 pour réaliser une série de gravures a non seulement renfloué ses finances, mais a aussi stimulé de nouveau le regard que les artistes et les photographes ont porté sur la ville.

Whistler était persuadé que l'art devrait se concentrer sur l'harmonie des couleurs, ce qui lui valut beaucoup de critiques. Il est vu alors comme un précurseur de l'art abstrait. Il aime l'harmonie des formes et des couleurs et souhaite créer un art basé sur des lois précises de composition où le dessin est maîtrisé. Il disait : 

« L'Art est la science du Beau. »

Considéré comme le précurseur de l'impressionnisme anglais, il conçoit la peinture comme une pure expérience esthétique au-delà des valeurs de la représentation et se rapprochera de la culture symboliste des années 1880-1890. Ses contemporains comparent ses nocturnes et ses symphonies picturales aux variations subtiles de la musique de Richard Wagner.
La maison dans laquelle il est né est devenue le musée Whistler (en).

### Expositions
- High Museum of Art d'Atlanta (États-Unis), 2003[75].
- « Whistler, l'effet papillon », musée des Beaux-Arts de Rouen (France), 2024[75].

### Bibliographie

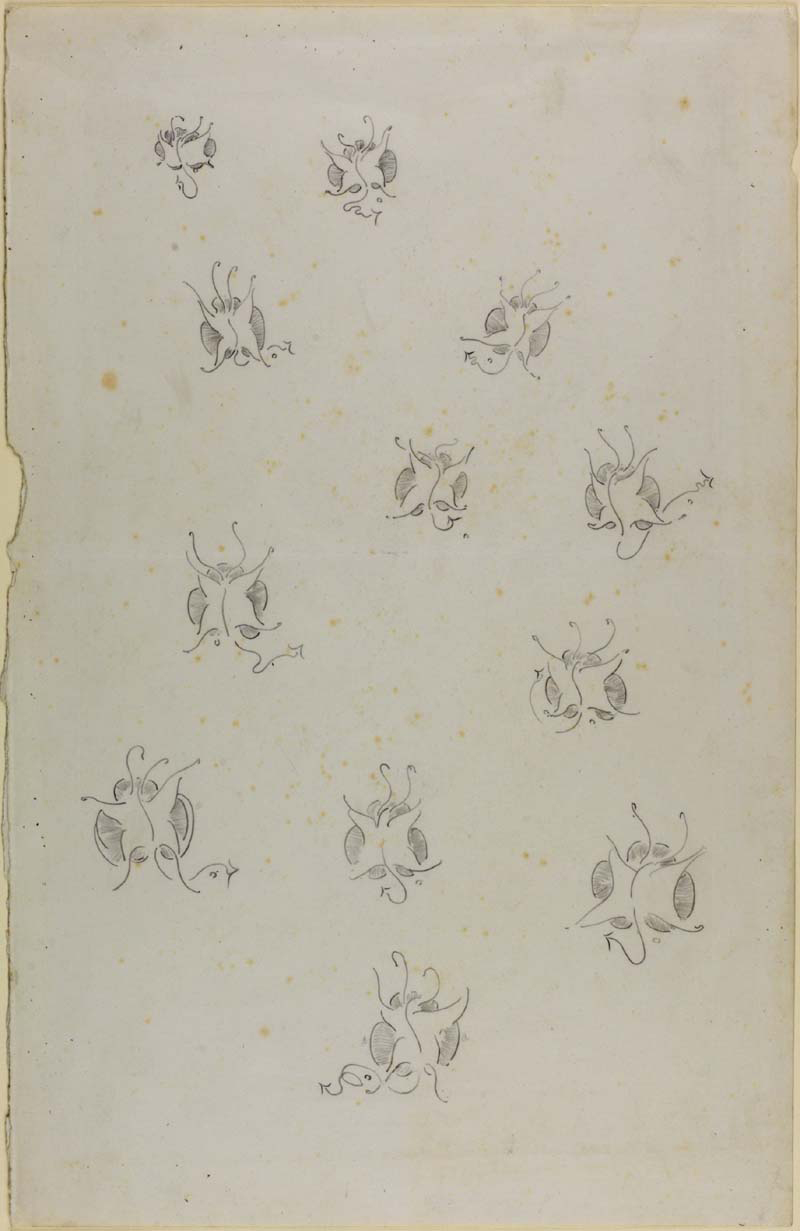
Papillons pour l'illustration du Gentle Art of Making Enemies (c. 1890).

#### Du vivant de Whistler
- Whistler a publié deux livres qui ont détaillé ses pensées sur la vie et l'art : Ten O'Clock Lecture (1885), et The Gentle Art of Making Enemies (1890).
- Il a été, à son tour, le sujet d'une biographie contemporaine écrite par un ami Joseph Pennell en collaboration avec sa femme Elizabeth Robins Pennell : La Vie de James McNeill Whistler, publiée en 1908.

#### Études postérieures
- Jacques-Émile Blanche, « Whistler », dans Essais et portraits, 1912, repris dans Le Cahier Rouge des Impressionnistes, textes choisis et présentés par Jules Colmart, Grasset, 2019, p. 167-200.
- Catalogue de l'exposition James McNeill Whistler, textes de Richard Dorment, Margaret MacDonald, Nicolai Cikovsky Jr, Geneviève Lacambre (Musée d'Orsay, Paris, R.M.N., 1995).
- Hors-série Beaux-Arts Magazine, Whistler (expos. musée d'Orsay du 13/10/1994 - 8/01/1995).
- Isabelle Enaud-Lechien, James Whistler, le peintre et le polémiste, 1834-1903, Pchecouleur, ACR éditions, Courbevoie, 1995.
- Idem, Whistler et la France, le Musée miniature, Herscher, Paris, 1995.
- Edgar Munhall, Whistler et Robert de Montesquiou, Flammarion, Paris, 1995.Munhall est le curateur de la Frick Collection de New-York, qui détient, entre autres œuvres du peintre, le portrait de Robert de Montesquiou cité plus haut.
- Jocelyne Rotily, « Napoléon et moi ! » James McNeill Whistler en Corse, 1901, Marseille, ACFA Éditions, 2008.
- (en) Robin Spencer, Whistler. A retrospective, Wings Books, New York, 1989.
- (en) Hilary Taylor, James McNeill Whistler, New Orchard Éditions, Londres, 1978.
- (en) A. McLaren Young, M. Mac Donald, R. Spencer, H. Miles, The paintings of James McNeill Whistler, Londres, New Haven, 1980.
- (en) Gabriel P. Weisberg, « Whistler », Print Quarterly, vol. 2, no 1, 1985.
- (en) Nigel Thorp, « Whistler Etchings », Print Quarterly, vol. 2, no 2, 1985.
- (en) Edward Twohig, Print REbels : Haden : Palmer : Whistler and the origins of the RE (Royal Society of Painter-Printmakers), Londres, Royal Society of Painter-Printmakers, 2018, 346 p. (ISBN 978-1-5272-1775-1).

### Filmographie
- 1995 : Edwige Kertes, Whistler, 26 min, RMN
- 1997 : Bean, film où le réalisateur Mel Smith prend pour sujet principal le transfert du célèbre tableau Arrangement en Noir et Gris (ou La Mère de Whistler).

### Radio
- « James McNeill Whistler, phare des symbolistes », France Culture, L'art est la matière par Jean de Loisy, le 6 mars 2022